# Arabitol
Arabitol – organiczny związek chemiczny z grupy alkoholi cukrowych. Istnieje w postaci dwóch stereoizomerów – D-arabitolu i L-arabitolu. Dobrze rozpuszczalny w wodzie, temperatura topnienia wynosi 103 °C.

## Właściwości i zastosowanie
Arabitol stosuje się w przemyśle spożywczym jako naturalny słodzik, ponieważ ma słodkość zbliżoną do sacharozy (0,7 jej słodkości) oraz wartość kaloryczną wynoszącą 0,2 kcal/g. Przyczynia się do redukcji tkanki tłuszczowej w organizmie. Nie jest metabolizowany w jamie ustnej, dzięki temu utrudnia namnażanie drobnoustrojów, a w konsekwencji spowalnia proces powstawania próchnicy. Wykorzystywany jest również w przemyśle farmaceutycznym.

## Produkcja
D-Arabitol występuje w naturze, między innymi w porostach i mchach oraz w organizmie ludzkim. D-Arabitol jest także produkowany przez grzyba jelitowego Candida albicans. Otrzymywanie arabitolu jest możliwe przez syntezę chemiczną. Jednak jest to kosztowny i długotrwały proces. Arabitol jest głównie produkowany przez redukcję D-arabinozy, liksozy oraz redukcję laktonów kwasów arabinowych i liksonowych. Możliwe jest także otrzymanie arabitolu za pomocą metody biotechnologicznej wykorzystując mikroorganizmy, które są zdolne do asymilacji pentozy w procesie biotransformacji surowców odpadowych np. ligninocelulozy, hemicelulozy. Wydajność tego procesu zależy głównie od użytego gatunku drobnoustrojów. Synteza tego poliolu jest możliwa za pomocą wykorzystania takich gatunków jak np. Scheffersomyces shehatae, Pichia guilliermondii, Debaryomyces hanseni.